# Onthophagus strandi
Onthophagus strandi là một loài bọ cánh cứng trong họ Bọ hung (Scarabaeidae).